# García Fernández de Barrantes

Emblema de la Orden de Alcántara.

García Fernández Barrantes fue privado de Alfonso X el Sabio y maestre de la Orden de Alcántara entre 1254 y 1284.

## Elección y orígenes
La elección de frey García Fernández resultó compleja, ya que su antecesor en el cargo, frey Pedro Yáñez, había sido elegido maestre de la Orden de Calatrava, cargo al que hubo de renunciar, debiendo esta orden elegir un nuevo maestre. Esta elección se retrasó dada la dependencia con el Císter, lo que supuso simultanear los cargos de modo que en 1254, aunque Pedro Yáñez ya se había trasladado a Calatrava y gobernaba de facto la Orden de Calatrava, a nivel jurídico aún era Maestre de la de Alcántara. Ello genera protestas del Comendador mayor por abusos que se estaban cometiendo contra los derechos de la Orden.
De origen gallego, García Fernández había sido clavero con el anterior maestrazgo, de acuerdo con el recuento de Torres Tapia será el séptimo maestre de la Orden de Alcántara.
Su nombre completo parece haber sido Frey García Fernández Barrantes, ya que se dan dos versiones sobre sus antecedentes; hijo del señor de San Andrés de Barrantes, parroquia de Ribadumia en Galicia, y que antes de hacerse religioso había estado casado con Aldonza Díaz de Pereros y había tenido descendencia; otra que fuera el tercer hijo de Alonso Fernández Barrantes, señor de los cotos de Barrantes y Tomiño, a 10 km de Bayona y del río Miño en Galicia, noble gallego que se había establecido en Alcántara

## Biografía política
En el invierno de 1254, tras ser elegido Maestre canónicamente por la renuncia de su antecesor, se dirigió a la corte de Alfonso X.

### 1255
Después de realizar esta visita, vuelve a Alcántara para resolver asuntos urgentes del gobierno de la Orden, que tras un tiempo de ausencia de autoridad requerían una serie de medidas drásticas. Hecho esto, en 1255, regresa a la corte, estante en Palencia, solicitando de Alfonso X que le confirmara todos los privilegios de la Orden, entre ellos la donación de Alcántara y de la iglesia de Santa María de los Freyles y otros bienes situados en Badajoz. También le pide la confirmación de los portazgos que correspondían a la Orden de Alcántara, para costear la fortificación de este lugar, que eran los de Ascovicencio, Prarancia, Cabuyo, Torneros, Palacios y Quintana de Jamuzo, Cabazos, Santa María, Alva, Bañeza, Valcabado, Ruperolos, Vilastrigo, Pozolo, Laguna de Niegrelos, Santa María de Paromo, Ponte de Orbego, Carrizo, Armellado, Santa Marina Viliella, Orgatorma, Villagarcía, y Requeixo. Después acompañó a la Corte a Valladolid, manteniéndose con ésta durante julio hasta diciembre. Según Torres Tapia en este verano la hueste de la Orden acompañó al rey en una entrada por Jerez, Arcos y Lebrija.

### 1256
Al año siguiente, 1256, y según la misma fuente, asistió junto con las huestes de Calatrava y Santiago contra Orihuela. Esta última parece ser cierta, pues se fundamenta en una alusión documental. Dicho año de 1256 continuó el pleito que mantenía la Orden de Alcántara con la del Temple. Este pleito se fundamentaba sobre la discusión acerca de la posesión de una serie de bienes inmuebles, principalmente el lugar de Ronda (Toledo) y ganados. El rey Alfonso X había puesto el pleito en manos de jueces árbitros, que fueron tres frailes de la Orden del Hospital. Pero transcurrió el plazo sin que se hubiera dictado sentencia, por lo que el maestre Frey García Fernández recurrió a los Jueces Apostólicos de Zamora. Pero mientras tanto los templarios habían recurrido directamente a Roma, ordenando el papa Alejandro IV que comparecieran ambas partes ante la corte pontificia, debiendo comparecer en fecha previa ante los Jueces Apostólicos. No lo pudo hacer el maestre por encontrarse en Orihuela, por lo que envió como apoderado al comendador Frey Martín García. Ese mismo año, 1256, el maestre se dirigió a la Corte, en Soria, donde en el mes de marzo le es confirmado un cambio de bienes con Don Rodrigo Froilaz. En noviembre el maestre dio fuero a las poblaciones de Villasbuenas (de la encomienda de Salvaleón (Valverde del Fresno)) y Raygadas, estableciendo los términos de esta localidad y las lindes con las de Fontanales y Retonco (Encomienda del Perero (Ribera del Coa)). 

### 1257
En marzo de 1257, acompañó con su hueste, y la de los maestres del Temple, Santiago y Calatrava, al rey a Murcia, encontrándose en Lorca. En mayo, de 1257, se encontraba en Alcántara, donde escuchó la profesión a la Orden y donación de bienes por parte de Fernando Sánchez, hijo de Sancho Fernández, hermano del rey Alfonso IX. Entre los bienes donados se encontraban unas casas en Sevilla, por San Ildefonso, y la Alcaria de Heliche, en el término de Sevilla. Poco después. el maestre, impone el impuesto de la martiniega a la Villa de Alcántara. También en este año, 1257, recibió la Orden la donación de unas tierras en la Bañeza de Gil de Azares. En este año continuó el pleito con el obispo de Coria.
Aunque la Orden para el ejercicio de la jurisdicción eclesiástica de su territorio disponía en un Prior en Valencia de Alcántara, deseaba contar con el Obispo para los actos pontificales, la consagración de altares, la administración del crisma y el nombramiento de clérigos. Por ello llegaron a un acuerdo con el obispo de Coria, Pedro. Así Pedro dona los bienes espirituales y temporales de las iglesias de Cadalso y su comarca, Gata, Salvaleón, Alcántara, y Ceclavín, a cambio de recibir la tercia de los diezmos, recibiendo también esta parte de la Santa María de Almocobar en Alcántara y un sexmo del diezmo de la de Valencia de Alcántara, Esparragal, Herrera de Alcántara, Mayorga, Piedrabuena y Azagala, y comprometiéndose a visitarlas y a realizar los actos pontificales. Este acuerdo fue favorable al obispo de Coria, desde el punto de vista de la Orden, y sería origen de futuros conflictos, ya que era contraria al principio de nullius Diócesis.
En octubre y desde Burgos el rey Alfonso X dio carta sobre el pleito mantenido entre la Orden de Alcántara y la Orden del Temple. Por la misma nombra jueces a Albar Gutiérrez de Cepeda y a Monio Rodríguez de Toro, para que en la Pascua de Resurrección de 1258 escucharan a ambas partes en Coria y bajo juramento relataran por escrito cuanto encontraran cierto. En la carta se recogen algunas de las diferencias entre ambas órdenes. Así, la Orden del Temple acusaba a la de Alcántara de atacar sus fortalezas y lugares de Salvatierra, Benavente de Sequeros, la Zarza, Santa María de Sequeros, Peñasrubias, Peña de Sequeros (Peña de Fray Domingo, Cabezón, Cañaveral, Alconétar, Garrovillas, cometiendo crímenes y saqueos, además de cobrar montazgos ilegalmente en Valdarrago y Portezuelo, así como desviar a los pasantes del puente de Alconétar a barcas que tenían sobre el Tajo. Querellas semejantes denunciaba la Orden de Alcántara. 
También mostró su capacidad política el maestre García Fernández al alcanzar una concordia con el obispo de Badajoz, Don Pedro, y su Cabildo. Las diferencias con Badajoz estribaban en la Iglesia de Santa María de los Freyles y sus derechos (tercias y diezmos). Finalmente el obispo de Badajoz reconoce la posesión de la Iglesia por parte de la Orden de Alcántara, así como de la posesión por parte de la Orden de los diezmos, repartiéndose las tercias a medias. Parece ser que esta concordia se realizó en la corte influyendo en ello el rey Alfonso X, quien la ratifica pocos días después en Burgos. Asimismo se dirigió el maestre Don García Fernández a Roma para solicitar del Papa Inocencio III el reconocimiento de los privilegios que, como instituto dependiente del Cister, correspondían a la Orden de Alcántara, como el no pagar el diezmo, lo que fue confirmado por la bula Sed quod dolentes referimus dada en Agnania en noviembre. En diciembre otorgó otra bula, por la cual, por pertenecer al Císter no eran obligados a pagar la procuración (derecho que cobraban los jerarcas de la Iglesia, o sus enviados cuando eran hospedados en lugares de la Orden).

### 1258
Este año intervino la hueste de la Orden y su maestre en la toma de Niebla. Parece ser que por las buenas relaciones políticas con el cardenal Juan, de la corte pontificia del papa Alejandro IV, consiguieron nuevos privilegios como fueron: no pagar diezmos por las tierras y posesiones conquistadas a los musulmanes, ya fuera por sus medios o ayudando al rey; que no se pudiese sacar para pleitos al maestre de la orden más de dos dietas; el poder de absolver a los caballeros de la orden de excomunión, suspensión o irregularidad; el privilegio de que no se pudiesen pronunciar sentencias de excomunión contra capellanes, familiares, bienhechores de la Orden, o bien de los que muelen en sus molinos, cuecen en sus hornos o comercian con ellos; y por último se les hace libres de contribuir a colectas, subsidios o pedidos, todo ello según tenían como privilegio los abades del Císter.

### 1259
En este año asistió el maestre a las cortes de Toledo. Parece que las donaciones de Fernando Sánchez provocaron problemas con los familiares de este, actuando como árbitro el rey Alfonso X, resolviendo el asunto por intercambio de bienes. También se produjo otro convenio con Gonzalo Yáñez de Novoa, al parecer hermano del anterior maestre Pedro Yáñez, que había ocupado ciertos bienes a la Orden en Galicia, devolviéndolos en el convenio. Pero lo principal eran las diferencias existentes con el Concejo de Medellín por las lindes entre su término y el de Magacela, que fue objeto de un arbitraje real. Los comisarios reales habían sido Alfonso Tellez, teniente real de Medellín, y Domingo Martín, alcalde de Trujillo, que hicieron el deslinde.
| Predecesor: Pedro Yáñez | Maestre de la Orden de Alcántara 1254 — 1284 | Sucesor: Fernando Páez |